# Christian Wörns
Christian Wörns (10 de mayo de 1972) es un exfutbolista alemán, se desempeñaba como defensa y su último club fue el Borussia Dortmund, donde jugó 9 años seguidos.
Luego de retirarse de la actividad futbolística Wörns comenzó su carrera como entrenador dirigiendo al equipo juvenil del VfL Bochum del 1 de julio de 2013 al 30 de junio de 2013, actualmente dirige el equipo sub-17 del Schalke 04.

## Clubes
| Club                | País     | Año       | Partidos | Goles |
| ------------------- | -------- | --------- | -------- | ----- |
| Waldhof Mannheim    | Alemania | 1989-1991 | 56       | 2     |
| Bayer Leverkusen    | Alemania | 1991-1998 | 246      | 16    |
| Paris Saint-Germain | Francia  | 1998-1999 | 29       | 2     |
| Borussia Dortmund   | Alemania | 1999-2008 | 298      | 14    |

### Participaciones en Copas del Mundo
| Mundial                        | Sede    | Resultado        |
| ------------------------------ | ------- | ---------------- |
| Copa Mundial de Fútbol de 1998 | Francia | Cuartos de final |

### Participaciones en Eurocopa
| Torneo        | Sede     | Resultado    |
| ------------- | -------- | ------------ |
| Eurocopa 1992 | Suecia   | Subcampeón   |
| Eurocopa 2004 | Portugal | Primera fase |

## Palmarés
| Título                     | Club                | País     | Año  |
| -------------------------- | ------------------- | -------- | ---- |
| Copa de Alemania           | Bayer 04 Leverkusen | Alemania | 1993 |
| Copa de la Liga de Francia | Paris Saint-Germain | Francia  | 1998 |
| Supercopa de Francia       | Paris Saint-Germain | Francia  | 1998 |
| Bundesliga                 | Borussia Dortmund   | Alemania | 2002 |

- Datos: Q167241
- Multimedia: Christian Wörns / Q167241